# Capella (cratère)
Pour les articles homonymes, voir Capella.
Capella est un cratère lunaire situé sur la face visible de la Lune. Il se trouve au nord de la Mare Nectaris, dans une région accidentée avec de nombreux petits cratères d'impact. Le cratère Capella est juste à l'est du cratère Isidorus et au nord-ouest du cratère Gaudibert. Le cratère est fortement érodé, l'intérieur est rugueux et une pointe s'élève au centre du cratère.
Le cratère Capella coupe en deux une vallée lunaire longue de 110 kilomètres et qui porte son nom, la Vallis Capella.
En 1935, l'Union astronomique internationale a donné le nom de l'encyclopédiste romain de l'Antiquité tardive, Martianus Capella, à ce cratère lunaire et à cette vallée lunaire.
Par convention, les cratères satellites sont identifiés sur les cartes lunaires en plaçant la lettre sur le côté du point central du cratère qui est le plus proche de Capella.
| Capella | Latitude | Longitude | Diamètre |
| ------- | -------- | --------- | -------- |
| A       | 7.6° S   | 37.2° E   | 13 km    |
| B       | 9.4° S   | 36.8° E   | 10 km    |
| C       | 5.7° S   | 36.3° E   | 11 km    |
| D       | 6.7° S   | 37.6° E   | 8 km     |
| E       | 7.5° S   | 37.7° E   | 16 km    |
| F       | 9.2° S   | 35.4° E   | 14 km    |
| G       | 6.8° S   | 36.9° E   | 12 km    |
| H       | 8.1° S   | 37.4° E   | 9 km     |
| J       | 9.4° S   | 36.0° E   | 9 km     |
| M       | 4.4° S   | 37.0° E   | 12 km    |
| R       | 6.0° S   | 35.2° E   | 7 km     |
| T       | 6.9° S   | 34.2° E   | 6 km     |